# Ryder Cup 2004
Navigation
2002 2006
La Ryder Cup 2004, trente cinquième édition de la compétition, a lieu du 17 septembre au 19 septembre 2004, sur le golf du Oakland Hills Country Club (en) à Bloomfield Township dans le Michigan.
L'équipe européenne remporte la compétition sur le score de 18½ à 9½. Le point de la victoire est apporté par l'écossais Colin Montgomerie. qui confirme son invincibilité dans les simples (7 matches pour 5 victoires et 2 nuls). Cette victoire est obtenue sur la marge la plus large obtenue par une équipe européenne. Cette marge est également la marge la plus large depuis l'édition 1981 qui avait vu la victoire de l'équipe des États-Unis sur le même score. 
L’Europe remporte de ce fait sa deuxième victoire d'affilée (2002 et 2004), sa quatrième victoire sur les cinq dernières rencontres (1995, 1997, 2002 et 2004) et la septième sur les dix dernières années (1985, 1987, 1989, 1995, 1997, 2002 et 2004).
Jamais, l'équipe des États-Unis n'avaient connu pareille défaite en 34 éditions, surtout que l'édition se dérouler chez eux.
Lors de cette victoire européenne, Thomas Levet, seulement le deuxième français à participer à la Ryder Cup, devient le premier français à la remportée.

## Organisation

### Parcours
Le parcours du Oakland Hills Country Club (en) de Bloomfield Township lors de  cette Ryder Cup, est un par 70 (35 à l'aller, 35 au retour) pour une longueur totale de 7 077 yards (6 471 mètres)
| Aller | Aller | Aller                     | Retour | Retour | Retour                    |
| N°    | Par   | Distance (yards / mètres) | N°     | Par    | Distance (yards / mètres) |
| ----- | ----- | ------------------------- | ------ | ------ | ------------------------- |
| 1     | 4     | 435 / 398                 | 10     | 4      | 453 / 414                 |
| 2     | 5     | 519 / 475                 | 11     | 4      | 423 / 387                 |
| 3     | 3     | 198 / 181                 | 12     | 5      | 560 / 512                 |
| 4     | 4     | 430 / 393                 | 13     | 3      | 162 / 148                 |
| 5     | 4     | 455 / 416                 | 14     | 4      | 473 / 432                 |
| 6     | 4     | 356 / 325                 | 15     | 4      | 400 / 366                 |
| 7     | 4     | 411 / 376                 | 16     | 4      | 406 / 371                 |
| 8     | 4     | 482 / 441                 | 17     | 3      | 200 / 183                 |
| 9     | 3     | 220 / 201                 | 18     | 4      | 494 / 452                 |
| Aller | 35    | 3 506 / 3 206             | Retour | 35     | 3 571 / 3 265             |

## Retransmission
Pour les États-Unis, toute la compétition fût diffusée en directe. Pour la première journée, c'est la chaine USA Network, tandis que la deuxième et la troisième journée furent diffusées par NBC Sports.

## Les équipes
Hal Sutton, capitaine de l'équipe américaine, choisi les joueurs Jack Burke et Steve Jones (en) pour être ses vice-capitaines durant le tournoi.
Bernhard Langer, capitaine de l'équipe européenne, choisi les deux joueurs suédois Joakim Haeggman (en) et Anders Forsbrand (en) pour être ses vice-capitaines durant le tournoi.
| États-Unis       | États-Unis                          | Europe               | Europe                              |
| ---------------- | ----------------------------------- | -------------------- | ----------------------------------- |
|                  |                                     |                      |                                     |
| Capitaines       |                                     |                      |                                     |
| Hal Sutton       | Hal Sutton                          | Bernhard Langer      | Bernhard Langer                     |
| Joueur           | Note                                | Joueur               | Note                                |
| Chad Campbell    | débutant                            | Paul Casey           | débutant                            |
| Stewart Cink     | Choix du capitaine 2e participation | Darren Clarke        | 4e participation                    |
| Chris DiMarco    | débutant                            | Luke Donald          | Choix du capitaine débutant         |
| Fred Funk (en)   | débutant                            | Sergio García        | 3e participation                    |
| Jim Furyk        | 4e participation                    | Padraig Harrington   | 3e participation                    |
| Jay Haas         | Choix du capitaine 3e participation | David Howell         | débutant                            |
| Davis Love III   | 6e participation                    | Miguel Ángel Jiménez | 2e participation                    |
| Phil Mickelson   | 5e participation                    | Thomas Levet         | débutant                            |
| Kenny Perry      | débutant                            | Paul McGinley        | 2e participation                    |
| Chris Riley (en) | débutant                            | Colin Montgomerie    | Choix du capitaine 7e participation |
| David Toms       | 2e participation                    | Ian Poulter          | débutant                            |
| Tiger Woods      | 4e participation                    | Lee Westwood         | 4e participation                    |

## La compétition

### Première journée
Vendredi 17 septembre 2004 - Matin
| États-Unis                    | Résultats       | Europe                               |
| ----------------------------- | --------------- | ------------------------------------ |
| Phil Mickelson Tiger Woods    | Europe : 2 et 1 | Padraig Harrington Colin Montgomerie |
| Chad Campbell Davis Love III  | Europe : 5 et 4 | Darren Clarke Miguel Angel Jiménez   |
| Stewart Cink Chris Riley (en) | Égalité         | Luke Donald Paul McGinley            |
| Jim Furyk David Toms          | Europe : 5 et 3 | Sergio García Lee Westwood           |
| ½                             | Session         | 3½                                   |
| ½                             | Au général      | 3½                                   |

Vendredi 17 septembre 2004 - Après-midi
| États-Unis                    | Résultats           | Europe                               |
| ----------------------------- | ------------------- | ------------------------------------ |
| Chris DiMarco Jay Haas        | États-Unis : 3 et 2 | Miguel Angel Jiménez Thomas Levet    |
| Davis Love III Fred Funk (en) | Europe : 4 et 2     | Colin Montgomerie Padraig Harrington |
| Phil Mickelson Tiger Woods    | Europe : 1 up       | Darren Clarke Lee Westwood           |
| Kenny Perry Stewart Cink      | Europe : 2 et 1     | Sergio García Luke Donald            |
| 1                             | Session             | 3                                    |
| 1½                            | Au général          | 6½                                   |

### Deuxième journée
Samedi 18 septembre 2004 - Matin
| États-Unis                   | Résultats           | Europe                               |
| ---------------------------- | ------------------- | ------------------------------------ |
| Chris DiMarco Jay Haas       | Égalité             | Sergio García Lee Westwood           |
| Chris Riley (en) Tiger Woods | États-Unis : 4 et 3 | Darren Clarke Ian Poulter            |
| Chad Campbell Jim Furyk      | Europe : 1 up       | Paul Casey David Howell              |
| Stewart Cink Davis Love III  | États-Unis : 3 et 2 | Padraig Harrington Colin Montgomerie |
| 2½                           | Session             | 1½                                   |
| 4                            | Au général          | 8                                    |

Samedi 18 septembre 2004 - Après-midi
| États-Unis                 | Résultats           | Europe                            |
| -------------------------- | ------------------- | --------------------------------- |
| Jay Haas Chris DiMarco     | Europe : 5 et 4     | Darren Clarke Lee Westwood        |
| Phil Mickelson David Toms  | États-Unis : 4 et 3 | Miguel Angel Jiménez Thomas Levet |
| Fred Funk (en) Jim Furyk   | Europe : 1 up       | Sergio García Luke Donald         |
| Davis Love III Tiger Woods | Europe : 4 et 3     | Padraig Harrington Paul McGinley  |
| 1                          | Session             | 3                                 |
| 5                          | Au général          | 11                                |

### Troisième journée
Dimanche 19 septembre 2004 - Après-midi
| États-Unis       | Résultats           | Europe               |
| ---------------- | ------------------- | -------------------- |
| Tiger Woods      | États-Unis : 3 et 2 | Paul Casey           |
| Phil Mickelson   | Europe : 3 et 2     | Sergio García        |
| Davis Love III   | Égalité             | Darren Clarke        |
| Jim Furyk        | États-Unis : 6 et 4 | David Howell         |
| Kenny Perry      | Europe : 1 up       | Lee Westwood         |
| David Toms       | Europe : 1 up       | Colin Montgomerie    |
| Chad Campbell    | États-Unis : 5 et 3 | Luke Donald          |
| Chris DiMarco    | États-Unis : 1 up   | Miguel Angel Jiménez |
| Fred Funk (en)   | Europe : 1 up       | Thomas Levet         |
| Chris Riley (en) | Europe : 3 et 2     | Ian Poulter          |
| Jay Haas         | Europe : 1 up       | Padraig Harrington   |
| Stewart Cink     | Europe : 3 et 2     | Paul McGinley        |
| 4½               | Session             | 7½                   |
| 9½               | Au général          | 18½                  |

## Statistiques
| États-Unis       | États-Unis            | États-Unis       | États-Unis    | États-Unis       | Europe               | Europe                   | Europe           | Europe        | Europe           |
| Joueur           | Nombre d'éditions     | Avant 2004 V-D-N | En 2004 V-D-N | Après 2004 V-D-N | Joueur               | Nombre d'éditions        | Avant 2004 V-D-N | En 2004 V-D-N | Après 2004 V-D-N |
| ---------------- | --------------------- | ---------------- | ------------- | ---------------- | -------------------- | ------------------------ | ---------------- | ------------- | ---------------- |
| Chad Campbell    | 1 2004                | Aucun            | 1-2-0         | 1-2-0            | Paul Casey           | 1 2004                   | Aucun            | 1-1-0         | 1-1-0            |
| Stewart Cink     | 2 2002-04             | 1-2-0            | 1-2-1         | 1-4-1            | Darren Clarke        | 4 1997-99-02-04          | 4-6-2            | 3-1-1         | 7-7-3            |
| Chris DiMarco    | 1 2004                | Aucun            | 2-1-1         | 2-1-1            | Luke Donald          | 1 2004                   | Aucun            | 2-1-1         | 2-1-1            |
| Fred Funk (en)   | 1 2004                | Aucun            | 0-3-0         | 0-3-0            | Sergio García        | 2 2002-04                | 6-3-0            | 4-0-1         | 10-3-1           |
| Jim Furyk        | 4 1999-02-04          | 3-6-2            | 1-3-0         | 4-9-2            | Padraig Harrington   | 3 1997-99-02-04          | 3-2-1            | 4-1-0         | 7-3-1            |
| Jay Haas         | 3 1983-95-04          | 3-4-1            | 1-2-1         | 3-6-2            | David Howell         | 1 2004                   | Aucun            | 1-1-0         | 1-1-0            |
| Davis Love III   | 6 1993-95-97-99-02 04 | 8-9-4            | 1-3-1         | 9-12-5           | Miguel Ángel Jiménez | 2 1999-04                | 1-2-2            | 1-3-0         | 2-5-2            |
| Phil Mickelson   | 4 1997-99-02-04       | 8-5-3            | 1-3-0         | 9-8-3            | Thomas Levet         | 1 2004                   | Aucun            | 1-2-0         | 1-2-0            |
| Kenny Perry      | 1 2004                | Aucun            | 0-2-0         | 0-2-0            | Paul McGinley        | 2 2002-04                | 0-1-2            | 2-0-1         | 2-1-3            |
| Chris Riley (en) | 1 2004                | Aucun            | 1-1-1         | 1-1-1            | Colin Montgomerie    | 7 1991-93-95-97-99 02-04 | 16-7-5           | 3-1-0         | 19-8-5           |
| David Toms       | 2 2002-04             | 3-1-1            | 1-2-0         | 4-3-1            | Ian Poulter          | 1 2004                   | Aucun            | 1-1-0         | 1-1-0            |
| Tiger Woods      | 4 1997-99-02-04       | 5-8-2            | 2-3-0         | 7-11-2           | Lee Westwood         | 4 1997-99-02-04          | 7-8-0            | 4-0-1         | 11-8-1           |

## Galerie

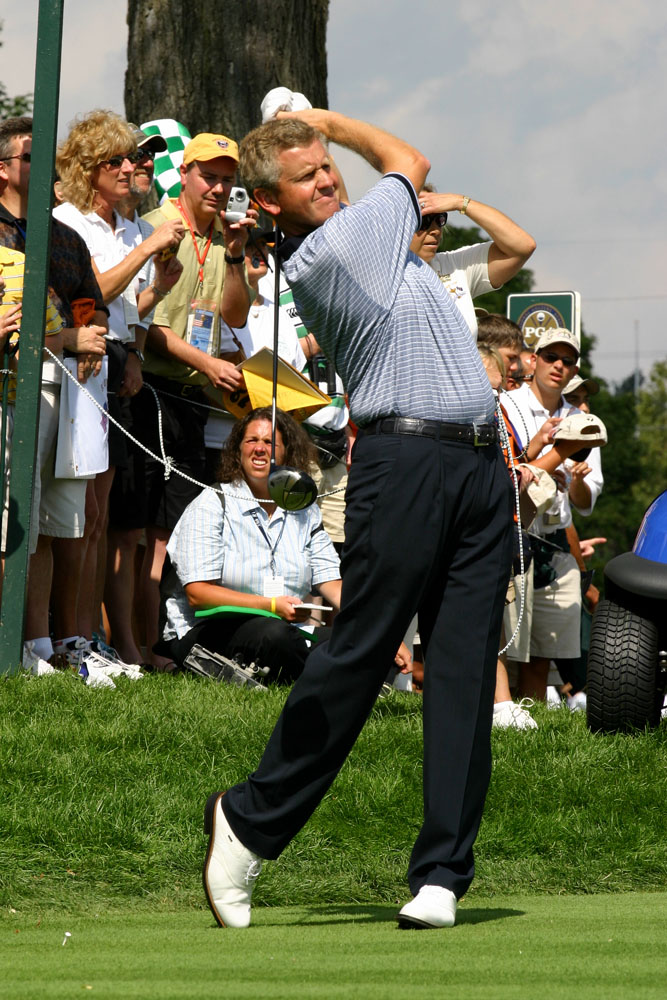
Colin Montgomerie
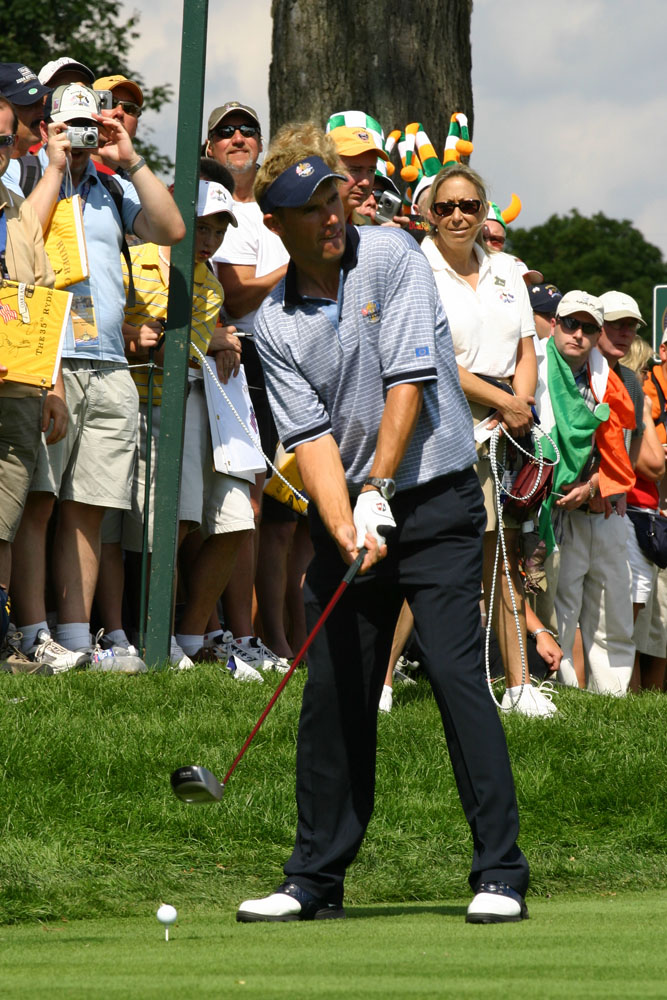
Pádraig Harrington
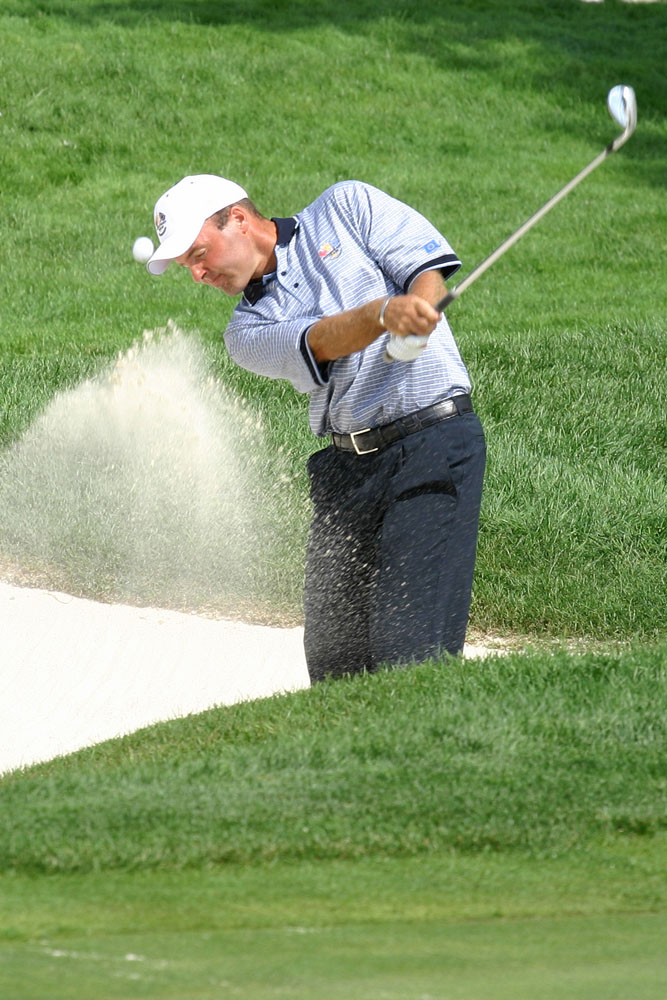
Thomas Levet
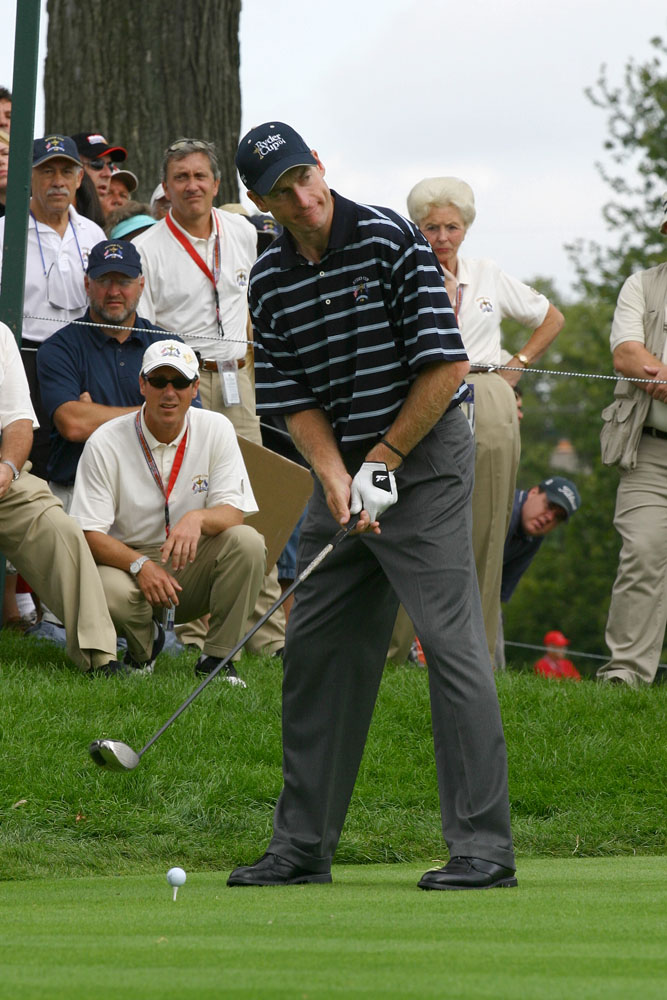
Jim Furyk
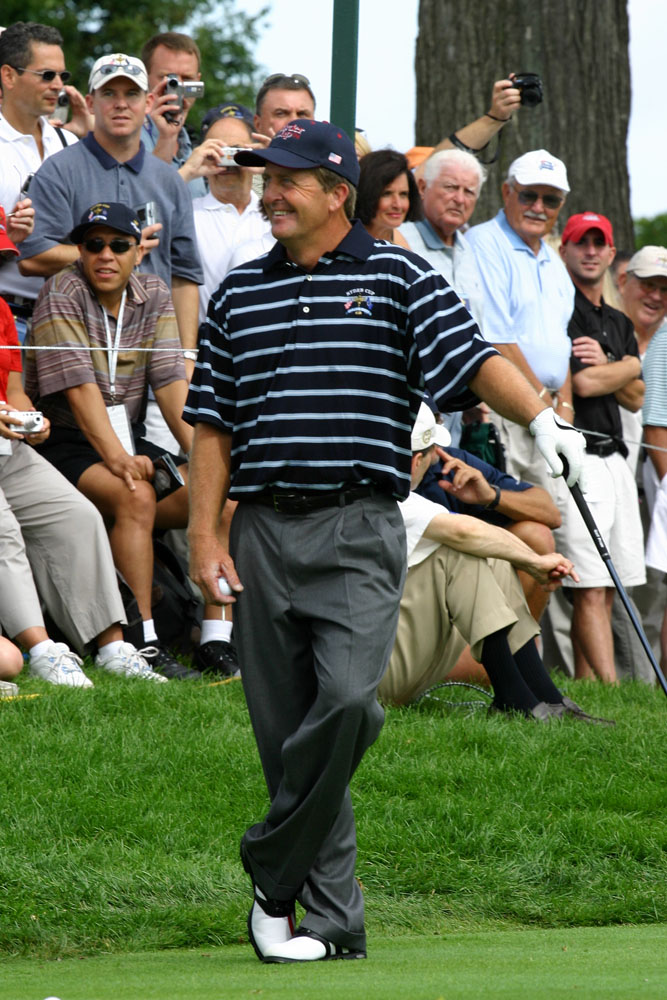
Fred Funk
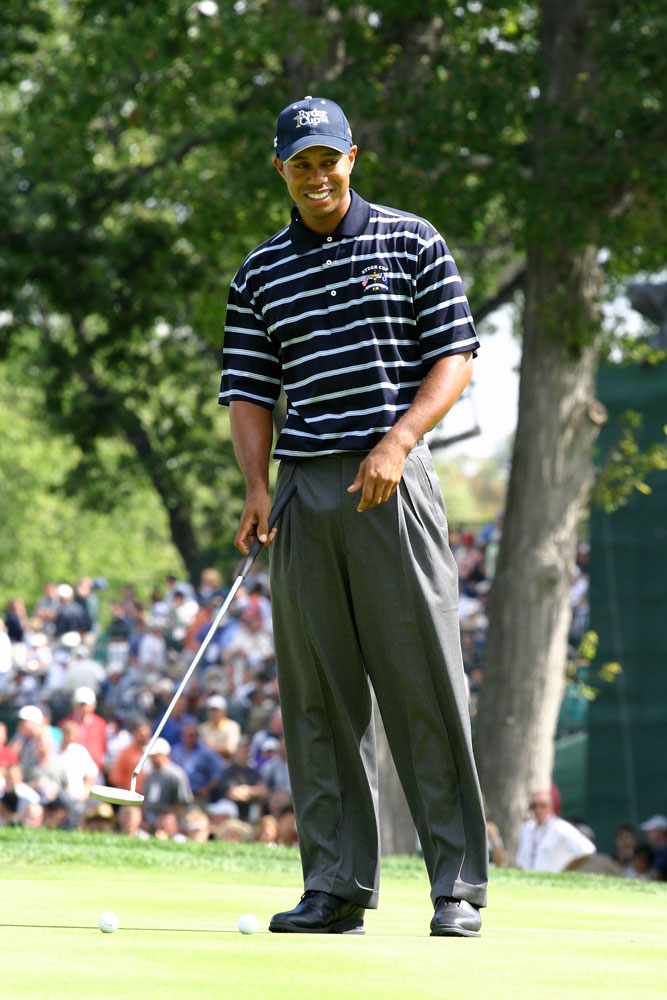
Tiger Woods
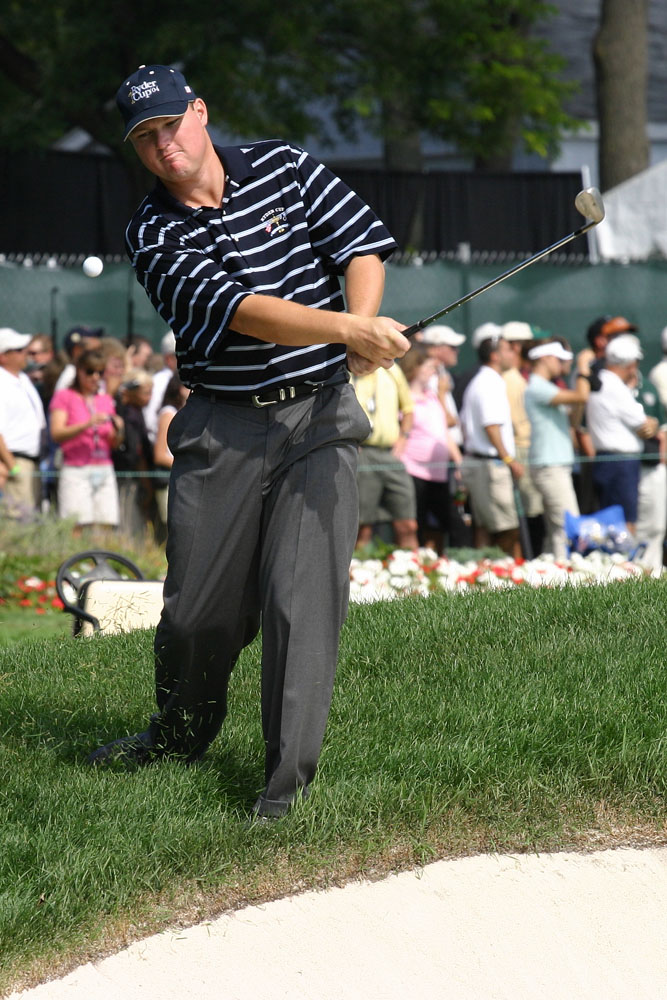
Chad Campbell
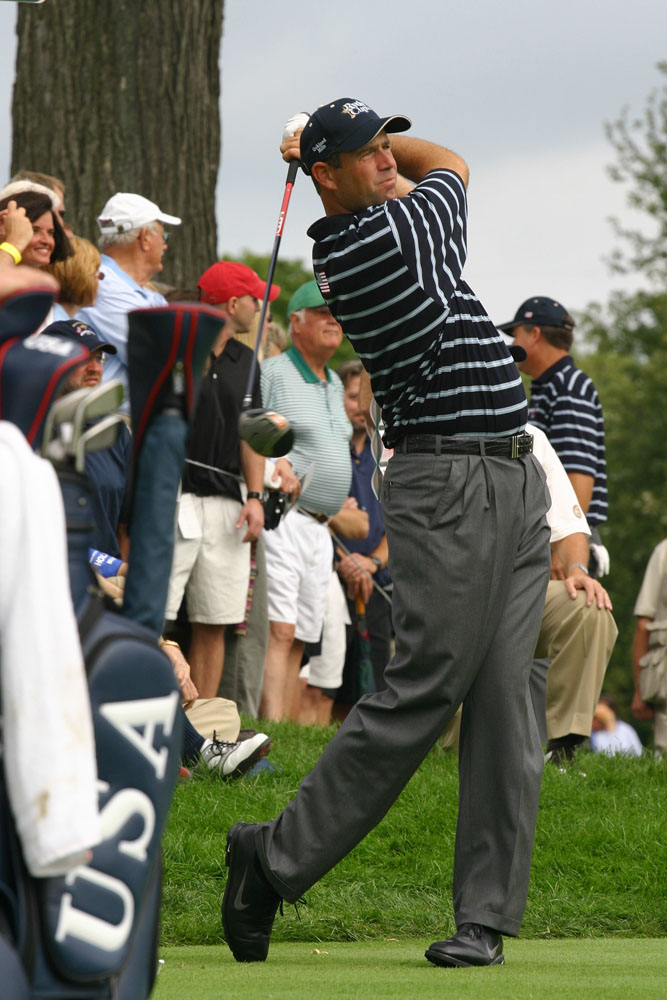
Stewart Cink